# سباق طواف فرنسا 1977
سباق طواف فرنسا 1977 من سلسلة سباقات سباق طواف فرنسا. أقيم هذا السباق في تاريخ 30 يونيو - 24 يوليو 1977 على 22+Prologue, including five split stages مراحل. بعد مرور 115 ساعة و38 دقيقة و30 ثانية وبعد طي 4092.9 كم بمتوسط 35.585 كم في الساعة فاز بالميدالية الذهبية برنارد تيفينيه من فرنسا، فيما حصد هيني كويبر من هولندا الميدالية الفضية، وكانت الميدالية البرونزية من نصيب لوسيان فان يمبي من بلجيكا.

## الميداليات
| ذهب                    | فضة                 | برونز                    |
| برنارد تيفينيه - فرنسا | هيني كويبر - هولندا | لوسيان فان يمبي - بلجيكا |